# Paysage exotique
Ne doit pas être confondu avec Paysage exotique avec singes et un perroquet.
Paysage exotique est un tableau réalisé par le peintre français Henri Rousseau en 1910. Partie des Jungles pour lesquelles l'artiste est particulièrement reconnu, cette huile sur toile naïve représente des singes s'employant à faire tomber des fruits de couleur orange des branches d'un arbre dans la jungle. La peinture est conservée au Norton Simon Museum, à Pasadena, aux États-Unis, depuis son acquisition en octobre 1971.